# Brežani (Sveti Petar Orehovec)
Brežani su naselje u Hrvatskoj u sastavu općine Svetog Petra Orehovca. Nalaze se u Koprivničko-križevačkoj županiji. 

## Zemljopis
Nalaze se na zapadnoj obali rječice. Jugoistočno je Gregurovec, južno su Ferežani, jugozapadno je Kapela Ravenska i jezero, zapadno su Gornji Fodrovec i Donji Fodrovec, sjeverozapadno su Kusijevec, Mokrice Miholečke, Fodrovec Riječki, Brezje Miholečko, sjeverozapadno je Gorica Miholečka, sjeveroistočno su Miholec i Međa.

## Stanovništvo
| broj stanovnika | 19    |       |       | 44    | 63    | 49    | 50    | 51    | 46    | 57    | 58    | 52    | 47    | 37    | 37    | 24    | 16    |
|                 | 1857. | 1869. | 1880. | 1890. | 1900. | 1910. | 1921. | 1931. | 1948. | 1953. | 1961. | 1971. | 1981. | 1991. | 2001. | 2011. | 2021. |